# What Were Once Vices Are Now Habits
What Were Once Vices Are Now Habits — четвёртый студийный альбом американской рок-группы The Doobie Brothers. Альбом был выпущен 1 февраля 1974 года. Как и в предыдущих случаях, продюсером выступил Тед Темплман. Состав ансамбля в период работы над пластинкой продолжил меняться. Не выдержав плотного гастрольного графика, по ходу записи диска коллектив покинул оригинальный ударник Майкл Хоссек. Его заменил Кит Кнудсен, участник аккомпанирующего состава Ли Майклса.
На родине музыкантов пластинка пользовалась довольно высоким спросом, достигнув в конце марта 1974 года 4-й строчки Billboard Top LPs & Tape и уже ко 2 апреля став золотой. В общей сложности запись продержалась в американском хит-параде альбомов больше года. С годами диск не утратил своей актуальности и к осени 1986 года получил платиновую сертификацию RIAA, а в 2001 году удостоился второй.

## Список композиций
| №  | Название                  | Автор(ы)                                                            | Ведущий вокал  | Длительность |
| -- | ------------------------- | ------------------------------------------------------------------- | -------------- | ------------ |
| 1. | «Song to See You Through» | Том Джонстон                                                        | Том Джонстон   | 4:06         |
| 2. | «Spirit»                  | Том Джонстон                                                        | Том Джонстон   | 3:15         |
| 3. | «Pursuit on 53rd St.»     | Том Джонстон                                                        | Том Джонстон   | 2:33         |
| 4. | «Black Water»             | Патрик Симмонс                                                      | Патрик Симмонс | 4:17         |
| 5. | «Eyes of Silver»          | Том Джонстон                                                        | Том Джонстон   | 2:57         |
| 6. | «Road Angel»              | Джон Хартман [англ.] Майкл Хоссек Том Джонстон Тиран Портер [англ.] | Том Джонстон   | 4:49         |

| №                   | Название                                                  | Автор(ы)            | Ведущий вокал               | Длительность |
| ------------------- | --------------------------------------------------------- | ------------------- | --------------------------- | ------------ |
| 1.                  | «You Just Can’t Stop It»                                  | Патрик Симмонс      | Патрик Симмонс              | 3:28         |
| 2.                  | «Tell Me What You Want (And I’ll Give You What You Need)» | Патрик Симмонс      | Патрик Симмонс              | 3:53         |
| 3.                  | «Down in the Track»                                       | Том Джонстон        | Том Джонстон                | 4:15         |
| 4.                  | «Another Park, Another Sunday»                            | Том Джонстон        | Том Джонстон                | 4:27         |
| 5.                  | «Daughters of the Sea»                                    | Патрик Симмонс      | Патрик Симмонс              | 4:29         |
| 6.                  | «Flying Cloud»                                            | Тиран Портер        | инструментальная композиция | 2:00         |
| Общая длительность: | Общая длительность:                                       | Общая длительность: | Общая длительность:         | 44:29        |

## Участники записи
The Doobie Brothers:
- Том Джонстон[англ.] — электрогитара, акустическая гитара, ведущий вокал, бэк-вокал
- Патрик Симмонс[англ.] — электрогитара, акустическая гитара, ведущий вокал, бэк-вокал
- Тиран Портер[англ.] — бас, бэк-вокал
- Джон Хартман[англ.] — ударные
- Майкл Хоссек — ударные
- Кит Кнудсен[англ.] — ударные (в записи не участвовал), бэк-вокал

| Приглашённые музыканты: - Джефф Бакстер — педальная слайд-гитара (в песне «Tell Me What You Want») - Билл Пейн — орган (в песнях «Song to See You Through» и «Eyes of Silver»), фортепиано (в песне «Pursuit on 53rd St.»), клавинет (в песне «You Just Can’t Stop It») - Джеймс Букер — фортепиано (в песне «Down in the Track») - Арло Гатри — автоарфа (в песне «Tell Me What You Want») - Эдди Гусман — конги (в песнях «Road Angel», «You Just Can’t Stop It», «Daughters of the Sea»), тимбал (в песне «Daughters of the Sea») и другие ударные инструменты - Милт Холланд — табла (в песне «Tell Me What You Want»), вибрафон (в песнях «Black Water», «Tell Me What You Want» и «Another Park, Another Sunday»), маримба и пандейру (в песне «Daughters of the Sea») и другие ударные инструменты | Приглашённые музыканты: - The Memphis Horns — духовая секция (в песнях «Song to See You Through», «Eyes of Silver» и «You Just Can’t Stop It») - Уэйн Джексон — труба - Эндрю Лав — тенор-саксофон - Джеймс Митчелл — баритон-саксофон - Джек Хейл — тромбон - Нови Новог — альт (в песнях «Spirit» и «Black Water») - Тед Темплман — дополнительная перкуссия - неизвестный музыкант — синтезатор (в песне на «Flying Cloud») |

| Технический персонал: - Тед Темплман — музыкальный продюсер - The Doobie Brothers — координация проекта - Бенита Бразье — производственный координатор - Донн Ланди — звукорежиссёр - Ли Хершберг — звукорежиссёр, инженер мастеринга | Технический персонал: - Эндрю Лав — аранжировки духовой секции The Memphis Horns - Уэйн Джексон — аранжировки духовой секции The Memphis Horns - Час Барбур — арт-директор, дизайн обложки - Дэн Фонг — фотограф |

## Позиции в хит-парадах и сертификации
| Год       | Чарт                                      | Высшая позиция | Пребывание в чарте |
| --------- | ----------------------------------------- | -------------- | ------------------ |
| 1974—1975 | Австралия (Kent Music Report)             | 24             | нет данных         |
| 1974—1975 | Великобритания (UK Albums Chart)          | 19             | 10 недель          |
| 1974—1975 | Канада (RPM Albums Chart)                 | 13             | 30 недель          |
| 1974—1975 | Новая Зеландия (New Zealand Albums Chart) | 17             | 12 недель          |
| 1974—1975 | США (Billboard Top LPs & Tape)            | 4              | 62 недели          |

| Чарт (1974)                        | Позиция |
| ---------------------------------- | ------- |
| Канада (RPM Year-End)              | 87      |
| США (Billboard Top Popular Albums) | 34      |

| Регион                                                      | Сертификация  | Продажи    |
| ----------------------------------------------------------- | ------------- | ---------- |
| Австралия (ARIA)                                            | Золотой       | 20 000^    |
| США (RIAA)                                                  | 2× Платиновый | 2 000 000^ |
| ^ Данные о тиражах приведены только на основе сертификации. |               |            |